# Bahnradsport-Weltmeisterschaften 1993
Die Bahnradsport-Weltmeisterschaften 1993 fanden vom 17. bis 29. August 1993 im Vikingskipet der norwegischen Stadt Hamar statt.
Es wurden elf Entscheidungen ausgetragen, acht für Männer, drei für Frauen.
Bei diesen Weltmeisterschaften war die Trennung zwischen Profis und Amateuren erstmals aufgehoben. Alle Sportler traten nun in der Elite-Klasse an.

## Resultate

### Frauen
| Disziplin       | Platz | Land               | Athlet                |
| --------------- | ----- | ------------------ | --------------------- |
| Sprint          | 1     | Kanada             | Tanya Dubnicoff       |
|                 | 2     | Niederlande        | Ingrid Haringa        |
|                 | 3     | Frankreich         | Nathalie Even         |
| Einerverfolgung | 1     | Vereinigte Staaten | Rebecca Twigg         |
|                 | 2     | Frankreich         | Marion Clignet        |
|                 | 3     | Vereinigte Staaten | Janie Eickhoff        |
| Punktefahren    | 1     | Niederlande        | Ingrid Haringa        |
|                 | 2     | Russland           | Swetlana Samochwalowa |
|                 | 3     | Vereinigte Staaten | Jessica Grieco        |

### Männer
| Disziplin             | Platz | Land               | Athlet                                                            |  |
| --------------------- | ----- | ------------------ | ----------------------------------------------------------------- |  |
| Sprint                | 1     | Australien         | Gary Neiwand                                                      |  |
|                       | 2     | Deutschland        | Michael Hübner                                                    |  |
|                       | 3     | Deutschland        | Eyk Pokorny                                                       |  |
| Tandem                | 1     | Italien            | Roberto Chiappa/Federico Paris                                    |  |
|                       | 2     | Australien         | Stephen Pate/Danny Day                                            |  |
|                       | 3     | Tschechien         | Lubomír Hargaš/Arnošt Drcmán                                      |  |
| Keirin                | 1     | Australien         | Gary Neiwand                                                      |  |
|                       | 2     | Vereinigte Staaten | Marty Nothstein                                                   |  |
|                       | 3     | Japan              | Toshimasa Yoshioka                                                |  |
| 1000 m Zeitfahren     | 1     | Frankreich         | Florian Rousseau                                                  |  |
|                       | 2     | Australien         | Shane Kelly                                                       |  |
|                       | 3     | Deutschland        | Jens Glücklich                                                    |  |
| Einerverfolgung       | 1     | Großbritannien     | Graeme Obree                                                      |  |
|                       | 2     | Frankreich         | Philippe Ermenault                                                |  |
|                       | 3     | Großbritannien     | Chris Boardman                                                    |  |
| Mannschaftsverfolgung | 1     | Australien         | Brett Aitken/Stuart O’Grady/ Tim O’Shannessey/Billy-Joe Shearsby  |  |
|                       | 2     | Deutschland        | Guido Fulst/Jens Lehmann/ Andreas Bach/Torsten Schmidt            |  |
|                       | 3     | Dänemark           | Jimmi Madsen/Klaus Kynde Nielsen/ Jan Bo Petersen/Lars Otto Olsen |  |
| Punktefahren (50 km)  | 1     | Belgien            | Etienne De Wilde                                                  |  |
|                       | 2     | Frankreich         | Éric Magnin                                                       |  |
|                       | 3     | Ukraine            | Wassyl Jakowlew                                                   |  |
| Steherrennen          | 1     | Dänemark           | Jens Veggerby (hinter Bruno Walrave)                              |  |
|                       | 2     | Österreich         | Roland Königshofer (hinter Karl Igl)                              |  |
|                       | 3     | Deutschland        | Carsten Podlesch (hinter Dieter Durst)                            |  |

## Medaillenspiegel
| Rang | Land               | Gold | Silber | Bronze | Gesamt |
| ---- | ------------------ | ---- | ------ | ------ | ------ |
| 1    | Australien         | 3    | 2      |        | 5      |
| 2    | Frankreich         | 1    | 3      | 1      | 5      |
| 3    | Vereinigte Staaten | 1    | 1      | 2      | 4      |
| 4    | Niederlande        | 1    | 1      |        | 2      |
| 5    | Dänemark           | 1    |        | 1      | 2      |
| 5    | Großbritannien     | 1    |        | 1      | 2      |
| 7    | Belgien            | 1    |        |        | 1      |
| 7    | Kanada             | 1    |        |        | 1      |
| 7    | Italien            | 1    |        |        | 1      |
| 10   | Deutschland        |      | 2      | 3      | 5      |
| 11   | Österreich         |      | 1      |        | 1      |
| 11   | Russland           |      | 1      |        | 1      |
| 13   | Japan              |      |        | 1      | 1      |
| 13   | Tschechien         |      |        | 1      | 1      |
| 13   | Ukraine            |      |        | 1      | 1      |